# Alfeus Island
Alfeus Island (englisch; bulgarisch остров Алфеус ostrow Alfeus) ist eine in westsüdwest-ostnordöstlicher Ausrichtung 310 m lange und 120 m breite Felseninsel vor der Nordküste von Smith Island im Archipel der Südlichen Shetlandinseln. Sie liegt 0,66 km nordwestlich des Kap Smith, 3,7 km ostnordöstlich des Delyan Point und 1,06 km ostsüdöstlich von Barlow Island.
Bulgarische Wissenschaftler kartierten sie 2009 und 2018. Die bulgarische Kommission für Antarktische Geographische Namen benannte sie 2018 nach dem Trawler Alfeus, der von den 1970er Jahren bis in die frühen 1990er Jahre für den Fischfang in den Gewässern um Südgeorgien, um die Kerguelen, um die Südlichen Orkneyinseln, um die Südlichen Shetlandinseln und um die Antarktische Halbinsel operiert hatte.